# Медзегра
Медзе́гра (итал. и ломб. Mezzegra) — коммуна в Италии, в области Ломбардия, подчиняется административному центру Комо.
Население коммуны, на 31.12.2013 года,составляло 1037 человек, плотность населения — 311,83 чел./км². Коммуна занимает площадь 3,33 км². Почтовый индекс — 22010. Телефонный код — 0344.
Покровителем коммуны считается святой Авундий из Комо, празднование происходит 31 августа.
28 апреля 1945 года на окраине Меццегры партизанами были расстреляны Бенито Муссолини и Клара Петаччи.

## Демография
Динамика населения: